# Alérgeno do Ano
Alérgeno do Ano (em inglês:  Allergen of the Year) é um "prêmio" anual de dúbia distinção votada pela Sociedade Americana de Dermatite de Contato. Ele é destinado a chamar a atenção para os alérgenos que são muito comuns, sub-reconhecidos, e que merecem mais atenção, porque estão causando dermatite de contato alérgica significativa, ou já não estejam causando doença significativa relevante (como no caso do timerosal, nas palavras da própria sociedade premiadora.